# Underwood International College
Pour les articles homonymes, voir UIC.
 (décembre 2016).
L'Underwood International College (UIC) fait partie de l'Université Yonsei, une des trois plus prestigieuses universités de la Corée du Sud. L'UIC est situé dans l'arrondissement Seodaemun-gu à Séoul. Il est le seul programme de la Yonsei qui donne des cours exclusivement en anglais et le premier programme dans la Corée du Sud[réf. souhaitée].